# Oncideres repandator
Oncideres repandator är en skalbaggsart som först beskrevs av Fabricius 1793.  Oncideres repandator ingår i släktet Oncideres och familjen långhorningar.
Artens utbredningsområde är Guyana. Inga underarter finns listade i Catalogue of Life.